# Jacky Godoffe
Jacky Godoffe (Melun, 21 novembre 1965) è un arrampicatore francese.
Ha praticato le competizioni di difficoltà e velocità, l'arrampicata in falesia e il bouldering.

## Biografia
Incomincia ad arrampicare a venti anni quando viene portato da un amico a fare bouldering a Fontainebleau, a pochi chilometri da casa. Da quel momento si appassiona dell'arrampicata sui blocchi e segna la storia della foresta di Fontainebleau: nel 1984 ha aperto C'était Demain il primo 8A della storia del bouldering, nel 1989 l'8B Le Mouvement Perpétuel (traverso) e nel 1993 il tetto di Fat Man, poi degradato a 8A+.
Dal 1986 al 1992 ha partecipato alle gare di arrampicata: nel 1990 ha concluso la coppa del mondo lead al secondo posto dietro François Legrand.
Da quando ha lasciato le gare è diventato un tracciatore di competizioni internazionali, scrive articoli per le riviste, guide di arrampicata ed è l'allenatore della nazionale francese di bouldering.

## Palmarès

### Coppa del mondo
|      | 1989 | 1990 | 1991 | 1992 |
| ---- | ---- | ---- | ---- | ---- |
| Lead | ?    | 2    | 20   | 25   |

### Campionato del mondo
|       | 1991 |
| ----- | ---- |
| Lead  | 37   |
| Speed | 2    |

## Boulder
- 8B+/V14:
  - Ubik assis - Fontainebleau - 2004 - Passaggio di Julien Nadiras[9]
  - Quoi de Neuf acte 2 - Fontainebleau - 2003 - Prima salita[10]
  - Chaos assis - Fontainebleau - 1º ottobre 2002 - Passaggio di Julien Nadiras[11]
  - Sonate d'Automne - Fontainebleau - 1991 - Prima salita, traverso
- 8B/V13:
  - La Pierre Philosophale - Fontainebleau - Boulder di Fred Nicole
  - Le Mouvement Perpétuel - Fontainebleau - 1989 - Prima salita, traverso
  - Carpe Diem - Fontainebleau - Prima salita, traverso